# Tephrosia tenuis
Tephrosia tenuis là một loài thực vật có hoa trong họ Đậu. Loài này được Wall. miêu tả khoa học đầu tiên.